# Anisorrhina serripes
Anisorrhina serripes är en skalbaggsart som beskrevs av Oliver Erichson Janson 1885. Anisorrhina serripes ingår i släktet Anisorrhina och familjen Cetoniidae. Inga underarter finns listade i Catalogue of Life.